# 菲乌米纳塔
菲乌米纳塔（義大利語：Fiuminata），是意大利马切拉塔省的一个市镇。总面积76平方公里，人口1547人，人口密度20.4人/平方公里（2009年）。ISTAT代码为043019。